# John Shelley (5e baronnet)
John Shelley, 5e baronnet (1730 - 11 septembre 1783), de Michelgrove dans le Sussex, est un homme politique britannique qui siège à la Chambre des communes de 1751 à 1780.

## Biographie
Il est le fils aîné de John Shelley (4e baronnet) et Margaret Pelham, dont les frères (Henry Pelham et le duc de Newcastle) sont Premier ministre britannique. Il entre au Parlement lors d'une élection partielle en 1751, probablement à la première occasion, lorsqu'il est légalement en âge de le faire, en tant que député d'East Retford, un arrondissement de poche appartenant à son oncle Newcastle. La vacance est organisée en nommant le député sortant au poste de commissaire à l'accise, dans le but de libérer le siège de Shelley. Il représente cette circonscription jusqu'en 1768 quand, après s'être brouillé avec Newcastle, il se déplace pour représenter la ville voisine de Newark (qui était autrefois sous le contrôle de Newcastle mais qui appartenait alors à un autre de ses neveux, le comte de Lincoln, qui s'est aussi disputé avec son oncle). Il est ensuite député de New Shoreham.
En 1755, sur la recommandation de Newcastle (qui est devenu Premier ministre à la mort de son frère l'année précédente), Shelley est nommé à la très belle sinécure à vie de Gardien des archives de la Tour de Londres, d'une valeur de 420 £ par an. En 1757, il acquiert un autre poste lucratif, celui de Clerk of the Pipe. En 1766, il devient trésorier de la Maison de Sa Majesté et est nommé au Conseil privé.

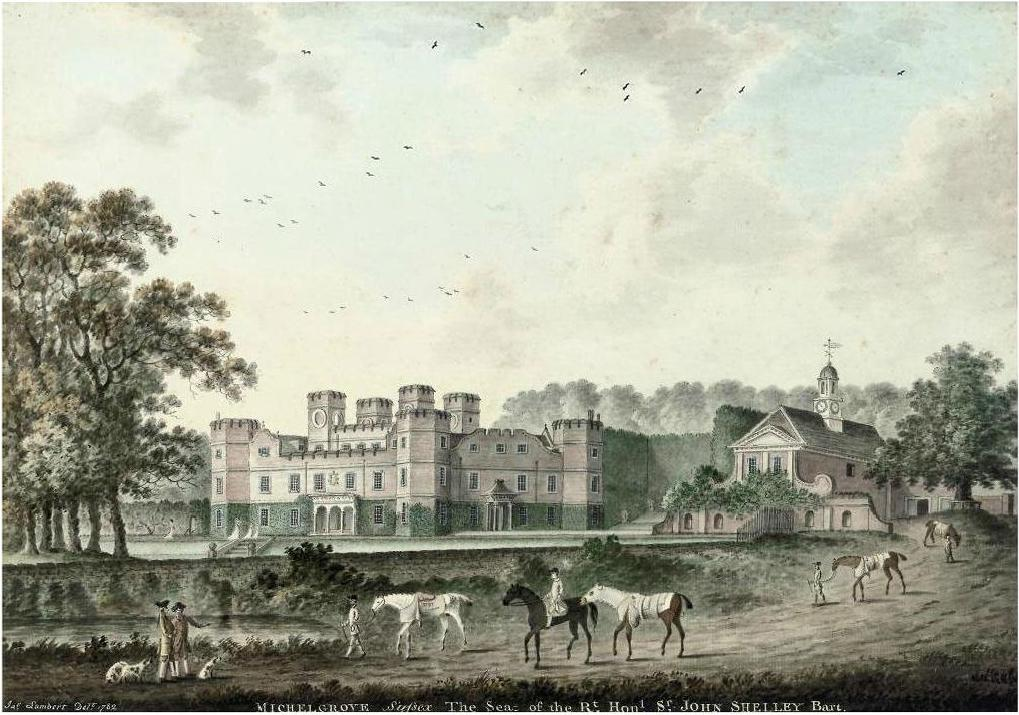
Michelgrove House, 1782

Il succède à son père comme baronnet le 5 septembre 1771, prenant possession de Michelgrove, Sussex. Il épouse Wilhelmina Newnham (décédée en 1772), fille de John Newnham, de Maresfield Park, dont il a a un fils, John, qui lui succède. Après la mort de sa première femme, il se remarie avec Elizabeth Woodcock, et ils ont trois filles.
Il se retire du Parlement en 1780 et meurt en 1783.